# Gare de Győrszentiván
La gare de Győrszentiván (en hongrois : Győrszentiván vasútállomás) est une halte ferroviaire hongroise, située à Győr.